# 盛岡山車

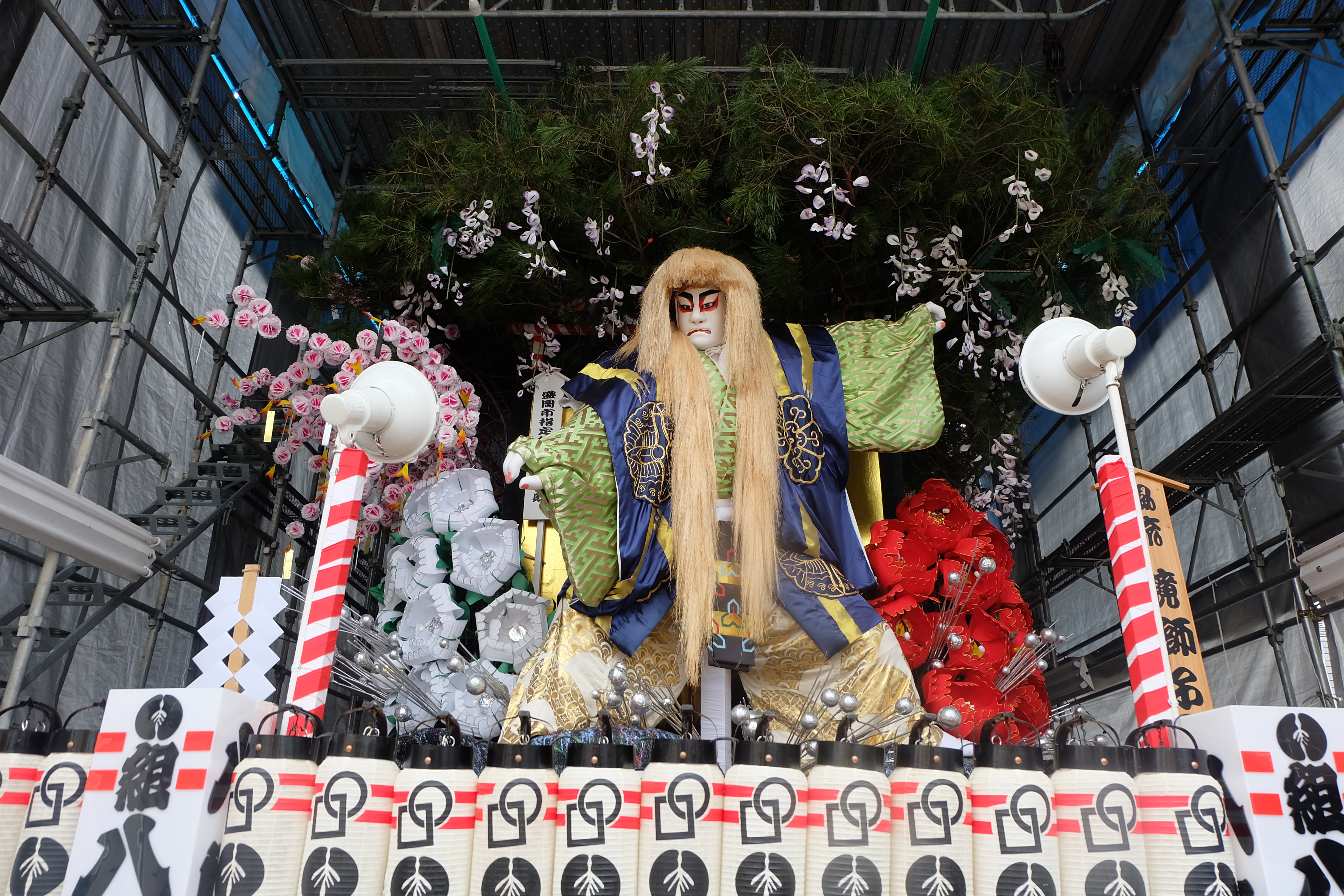
「盛岡山車の手本」と呼ばれる八幡町い組の山車
（2018年撮影）

盛岡山車（もりおかだし）は、岩手県盛岡市の盛岡八幡宮例大祭（通称 盛岡秋まつり）にて毎年9月14日（団体によっては13日）から16日まで運行される山車である。
また、岩手県各地などで運行される同一作法の人形山車（風流山車）の総称として用いられることもある。

## 作法
台車は木製の「大八車」を使用し、人形で歌舞伎、歴史上の名場面、偉人、神話、縁起物、昔話などを飾る。
山車の下の部分には波の絵で海が表現されていて、その上に「立岩」と呼ばれる岩が置かれ、さらにその上に人形を配する。造花は岩の上に紅白の牡丹、その上に桜・紅葉を咲かせる。山車の屋根代わりに常緑の松（実際に山から伐採してくる）を飾り、藤の花をぶら下げる。
進行方向から見て表側の飾りを「風流」、裏側の飾りを「見返し」と呼ぶ（由来不明）。これを演題という。演題の「風流」は、歌舞伎、歴史上の名場面などの男性的な力強さを表現し、「見返し」では、女性的な美しさや、藤娘などの歌舞伎舞踊を表現する。
太鼓は前方に小太鼓（5-7基）、後方に大太鼓（1-3基、または1-2基）を置き、いずれも山車に乗って叩く。
「門付け」が行われており、寄付をした家庭・店舗・施設の前で山車を停め、「音頭上げ」を唄う。音頭上げの内容は演題の由来や自分たちの団体を誇るもの、家柄を誉めるもの、商売繁盛を願うもの、神社を尊ぶものなど多岐に渡る。さらに、紙や手拭いに山車の絵が描かれた「番付」を配布する。

## 沿革
1709年（宝永6年）、盛岡藩の街作りが完成したのを祝い、各町が趣向を凝らした丁印（ちょうじるし）を八幡宮に奉納したのが始まりといわれる。
当時の山車は旗印や有名な英雄などを飾り、高さを競ったといわれ、あまりの高さに盛岡城の門をくぐれない山車もあったという。また当時は山車の飾りは毎年同じものを飾り、見返し（背面の飾り）もなかったと思われる。
「諸国御祭禮番付」（川越まつり会館蔵）には「陸奥 南部之祭」という記載がある。
明治時代に、運営が藩から町火消へと変わり、盛岡八幡宮の例大祭となった。また、1884年（明治17年）の大火で丁印（ちょうじるし）の多くが焼失したこともあってか、絵紙が普及し丁印（ちょうじるし）が廃止された。当時の山車は、旧盛岡城址にあたる岩手公園敷地内のもりおか歴史文化館にて展示されている。

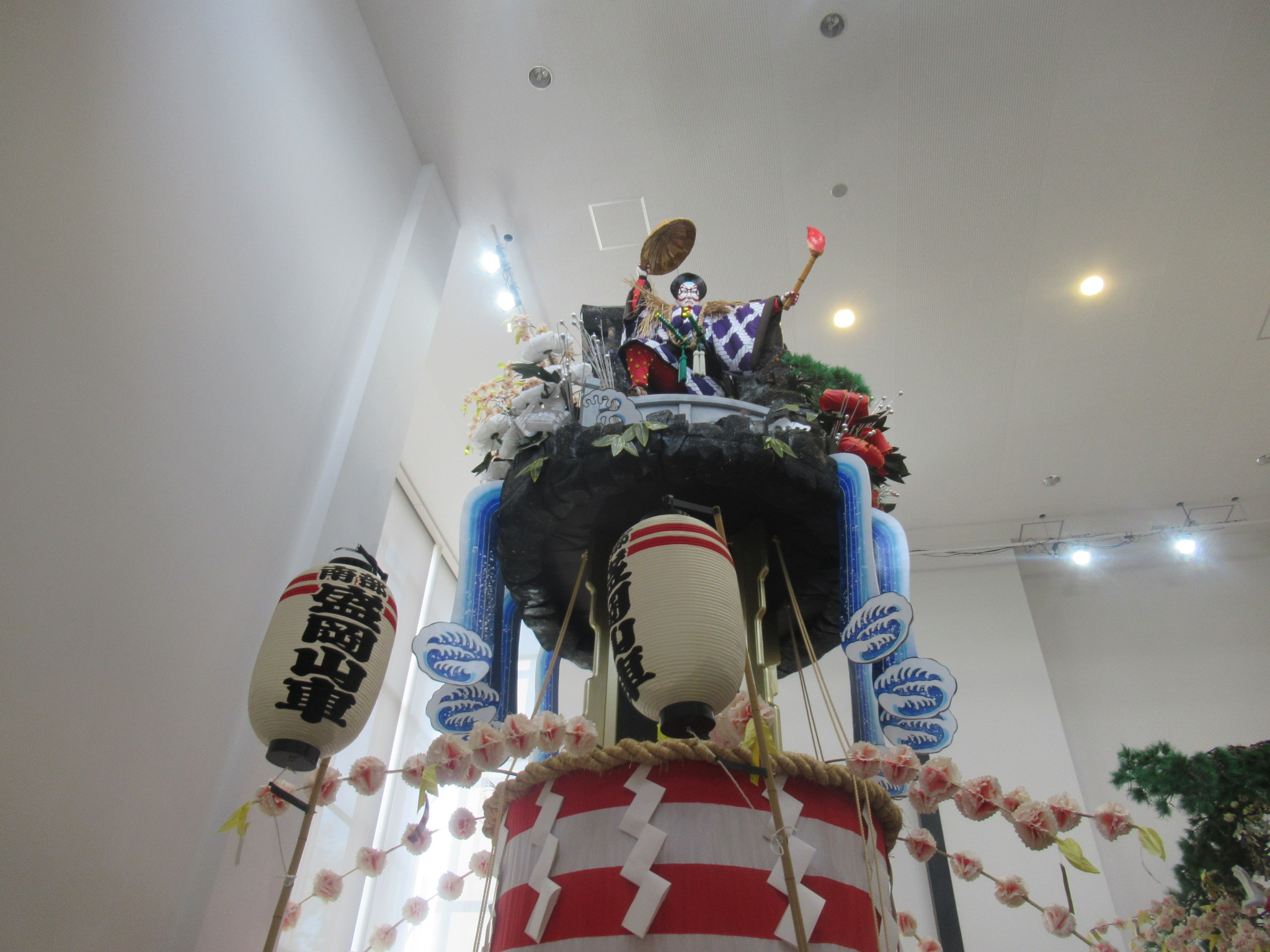
もりおか歴史文化館に展示されている明治時代の山車。

明治後期、電線の普及により山車の背が急激に低くなり、縁起物の鯛、蛸、だるまなどを大きく張り子で飾ることも多かった。昭和に入ってから、山車は現在のような作法となる。

1936年（昭和11年）を最後に、紀元2600年記念で「神武天皇」の山車を製作した1940年（昭和15年）を除き、1945年（昭和20年）までの日中戦争・太平洋戦争の期間、山車の製作は中断した。
1958年（昭和33年）「盛岡山車推進会」が結成される。また、この前後に太鼓のみを載せた山車「南部ばやし」も運行。
1968年（昭和38年）明治100年を機に、祭典を17日まで開催。  
1978年（昭和53年）には盛岡山車資料館がオープンした。同館に展示されていた山車は、2011年（平成23年）にもりおか歴史文化館に移設されている。
1985年（昭和60年）奉納台数が不足し、一戸町・一戸まつりの山車組「本組」が支援を申し出たが却下。最終的には全3台。
1989年（平成元年）盛岡市制100周年記念
盛岡市制100周年記念    神子田町の盛山会 さ組が、「碁盤忠信」で山車参加。
1997年 （平成9年）城下もりおか四百周年
「城下もりおか四百周年」記念を兼ねた盛岡八幡宮山車大パレードを開催。
1999年（平成11年）長田町 三番組が、「番屋開設二百周年」を記念して、「児雷也」で参加。
2006年（平成18年）岩手公園開園百周年
「岩手公園開園100周年」記念式典開催。
式典オープニングで、い組、盛山会さ組、盛岡山車推進会が音頭上げ披露。公園の名称を「盛岡城跡公園」に変更。
2009年（平成21年） 盛岡山車300周年として盛岡城跡公園にて式典開催、南部火消し伝統保存会が合同運行限定で山車を運行。
2011年（平成23年）旧県立図書館跡地にもりおか歴史文化館が開館する。開館に合わせて、明治時代の盛岡山車が再現される。
2011年（平成23年）東日本大震災で甚大な被害を受けた宮古市の消防団がパレードに参加、南部火消し伝統保存会も特別参加。
2013年（平成25年） 盛岡山車推進会創立55周年
盛岡グランド・ホテルにて、盛岡山車推進会創立55周年記念式典が開催される。その際に、「菅原伝授手習鑑 車引」を展示した。
2018年（平成30年）盛岡山車推進会創立60周年・盛岡山車資料館開館40周年記念
盛岡グランド・ホテルにて、盛岡山車推進会創立60周年記念並びに盛岡山車資料館開館40周年記念祝賀会が開催される。その際、「根元草摺引」を展示した。
2020年および2021年は通常開催が見送られたが、それぞれ山車の奉納・特別運行や太鼓披露などが別日程で開催された。
2022年は、通常開催となった。（３年ぶり）が、山車の奉納は9月14日（水）だけだった。新型コロナウイルス感染拡大防止で2台に制限された。（「盛岡山車推進会」・「南部火消伝統保存会」の2つのみ。）また、別日程で盛岡山車音頭上げ・太鼓披露が9月10日・11日に「プラザおでって」で行われた。

## 日程

### 12日
音頭奉納祭（午前中）
昼の八幡宮境内で、各組が一本ずつ音頭を奉納する。

### 13日
山車紙上パレード
岩手日報の紙面上にて、その年の山車の番付が全て公表される。前倒しされる年もある。
山車試運転（地元回り・前夜祭）
例外として、八幡町い組・三番組・本組・盛岡観光コンベンション協会は運行しない。      

### 14日
八幡下りパレード（13時ころ）
八幡宮から八幡町をパレードする。パレード開始2時間前にはすべての山車が八幡宮前に集合するため、山車を間近で見ることができる。山車の他には、「さんさ子供太鼓」「宮崎神楽」「山岸獅子踊り」などが随行する。
八幡上り・夜の八幡参り（18時）
の組・八幡町い組・盛山会さ組の3台の山車と複数の神輿、八わ多連の囃子屋台が八幡町をパレードしたのち八幡宮境内へ集結し、太鼓競演を行う。
材木町パレード（18時）※正しくは16日
城西組（毎年奉納）と三番組（数年に1度奉納）の2台が登場した年のみ開催される。

### 15日
大絵巻パレード（18時）
大通り商店街で開催される夜間パレード。開始1時間前には山車が盛岡城跡公園に集結するため、山車を間近で見ることができる。

### 16日
山車納め
山車の奉納・運行の一切を終了する。大抵の団体は夕方には納めてしまう。

## 祭典以外での山車運行・製作
※出典は山屋賢一（岩手県立博物館学芸員）ウェブサイト「すてきなおまつり」。
1913年（大正2年） 桜山神社で、盛岡開府三百年祭の際に山車8台を奉納。
- 8月8・9・10日に盛岡開府三百年祭開催
  - 『桜山神社献額・三人唐子／手古舞の獅子舞』長町
  - 『大鏡（照魔鏡）』消防組第六部 油町有志者
  - 『御神旗』消防組第四部（紺屋町）
  - 『銀幣』消防第三部（馬町）
  - 『花屋台獅子頭』八幡町
  - 『鯛』生姜町若者連
  - 『鯛』本町
  - 『秋田凱陣』寺の下
  - 『南部双鶴紋の起こり』鉈屋町
  - 『相馬大作ノ体』消防組第一部 仙北町有志者（は組）
  - 『南部利直公』本町
  - 『藩祖大蛇退治』四ツ家

1932年（昭和7年）官祭招魂社の祭典で「児島高徳」を製作。
1934年（昭和9年）桜山神社の神輿奉納記念で「八岐大蛇」を製作。
1940年（昭和15年）紀元2600年記念で「神武天皇」を製作。
1966年（昭和41年）桜山神社祭典で「相馬大作」を奉納。
1971年（昭和46年）盛岡川まつりで「早川鮎之介」を運行。
1972年（昭和47年）第五回大銀座まつりで「義経八艘飛び」を運行。
1977年（昭和52年）第十回大銀座まつりで「景清」を運行。
1977年（昭和53年）第十一回大銀座まつりで、山車「紅葉狩｣ （八幡町 い組）  「暫」（岩手県 岩手郡 岩手町沼宮内 新町組）の二台を運行。
三台目、四台目はいずれも山車組・演題不明。
1978年（昭和53年）米国・ディズニーランドの「日本祭」にて「連獅子」を運行。
1979年（昭和54年）北山金刀比羅神社の祭典で「花咲爺」を製作。
1980年（昭和55年）ブラジル・サンパウロで「五条大橋」を運行。
同年、大銀座祭りで「五条大橋」 盛岡観光協会「新田義貞」 第十三分団 中野 と組 「自来也」 第十分団 愛宕町 み組  「弁慶 一の谷」岩手県 岩手郡 岩手町 沼宮内 新町組の四台を運行。
1982年（昭和57年）フランス・ニースカーニバルにて「川中島」を運行。
同年、東北新幹線開通祝賀パレードにて「義経弓流し」第二分団 鉈屋町 め組、「恵比寿｣か組 （駅前）、｢八幡太郎義家｣ 三和会を運行。
1984年（昭和59年）中国・場州にて「矢の根」を運行。
1985年（昭和60年）東北新幹線上野駅開通記念パレードにて「車引き」を運行。
1986年（昭和61年）カナダ・ビクトリア市 との姉妹都市締結開港記念パレード・バンクーバー開港祭にて「勧進帳」「連獅子」の二台を運行。
1987年（昭和62年）大銀座祭りで「新田義貞」盛岡観光協会
「日吉丸」 城西組
「碁盤忠信」 盛岡山車推進会
｢連獅子（盛岡山車資料館蔵）」
の四台を運行。
1988年（昭和63年）ブラジル・サンパウロの岩手県人会創立30周年記念に合わせ、県人会へ「勧進帳」を寄贈。
1990年（平成2年）中国・大連市の中国・大連消防協力隊山車パレードにて山車運行。
同年2月に、オーストラリア・シドニーで「建国祭」パレードにて山車運行。
同年、大銀座祭りで山車4台運行。御大典祝賀パレード参加。いずれも演題不明。
1993年（平成5年）国民文化祭オープニングパレードで「紅葉狩」を運行。
1994年（平成6年）関西国際空港開港記念御堂筋パレードにて「連獅子」を運行。
1995年（平成7年）カナダ・ビクトリア市姉妹都市締結10周年記念パレードにて「猩々」を運行。
1996年 （平成8年）第四回・全国民俗芸能フェスティバル（岩手）・岩手民俗芸能フェスタ’96 「民俗芸能賑やかパレード」にて山車「三条小鍛冶｣ （盛岡山車推進会）を運行。
2002年（平成14年）台湾・花蓮県にて「里見八犬伝芳流閣の場」を運行。
2007年（平成19年）台湾・花蓮県にて「矢の根」を運行。
2008年（平成20年）東京・丸の内の丸ビルにて行われた盛岡デーin東京にて「矢の根」を展示。
2012年（平成24年）東北六魂祭で「義経八艘飛び」を運行。
2013年（平成25年）11月17日、盛岡グランドホテルにて盛岡山車推進会発会55周年記念式典開催、「菅原伝授手習鑑 車引」を展示。

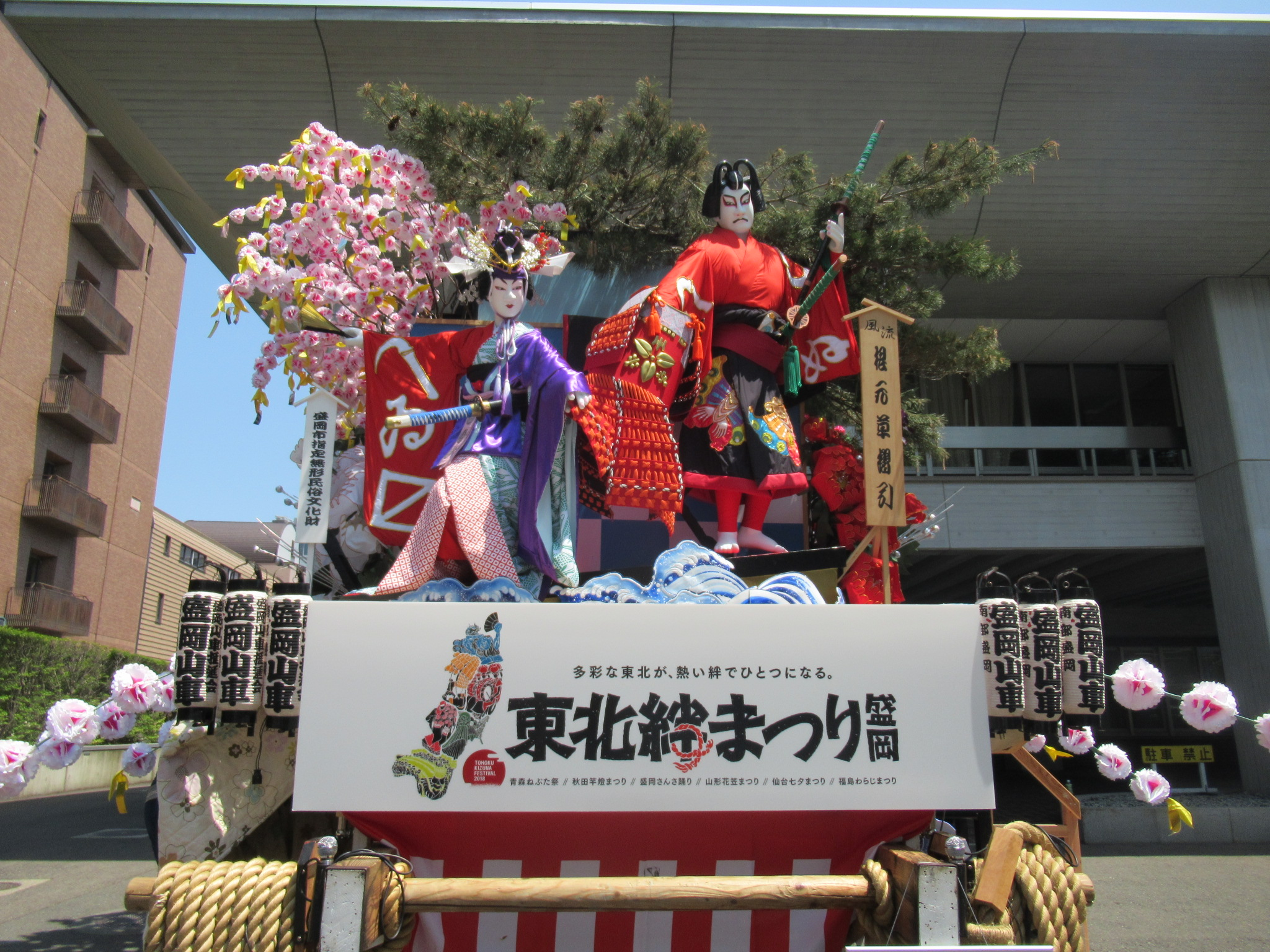
2018年「東北絆まつり」で運行された山車。

2016年（平成28年）いわて国体開催に伴い、盛岡駅前で、「鬼若丸」を展示。
同年、台湾・花蓮県の「花蓮温泉祭り」にて「鍾馗」を運行。
2017年（平成29年）宮城県大衡村の万葉まつりにて「鬼若丸」を展示。
2018年（平成30年）東北絆まつりにて「根元草摺引」を運行。
同年、盛岡市場まつりにて「根元草摺引」を展示。
同年、盛岡山車推進会結成60周年と盛岡山車資料館会館40年を記念し、盛岡グランドホテルで開催された記念式典にて「根元草摺引」を展示。

## 参加団体
盛岡山車の参加団体の多くは消防団を主体としているが、これは江戸時代に南部藩の祭りとして運営されてきた山車行事が、藩政の終わりと共に存続の危機に瀕し、その際に運営を引き継いだのが各町を取り纏めていた町方火消（南部火消）であったことに由来する。

なお、この祭典は年によって山車を出す団体が異なり、毎年山車を奉納する団体は少ない。代表者の交代や番屋の立替・組の創立記念などお祝い事に結びつけての奉納や、3年1回・5年1回などの周期に合わせて奉納する団体もある。

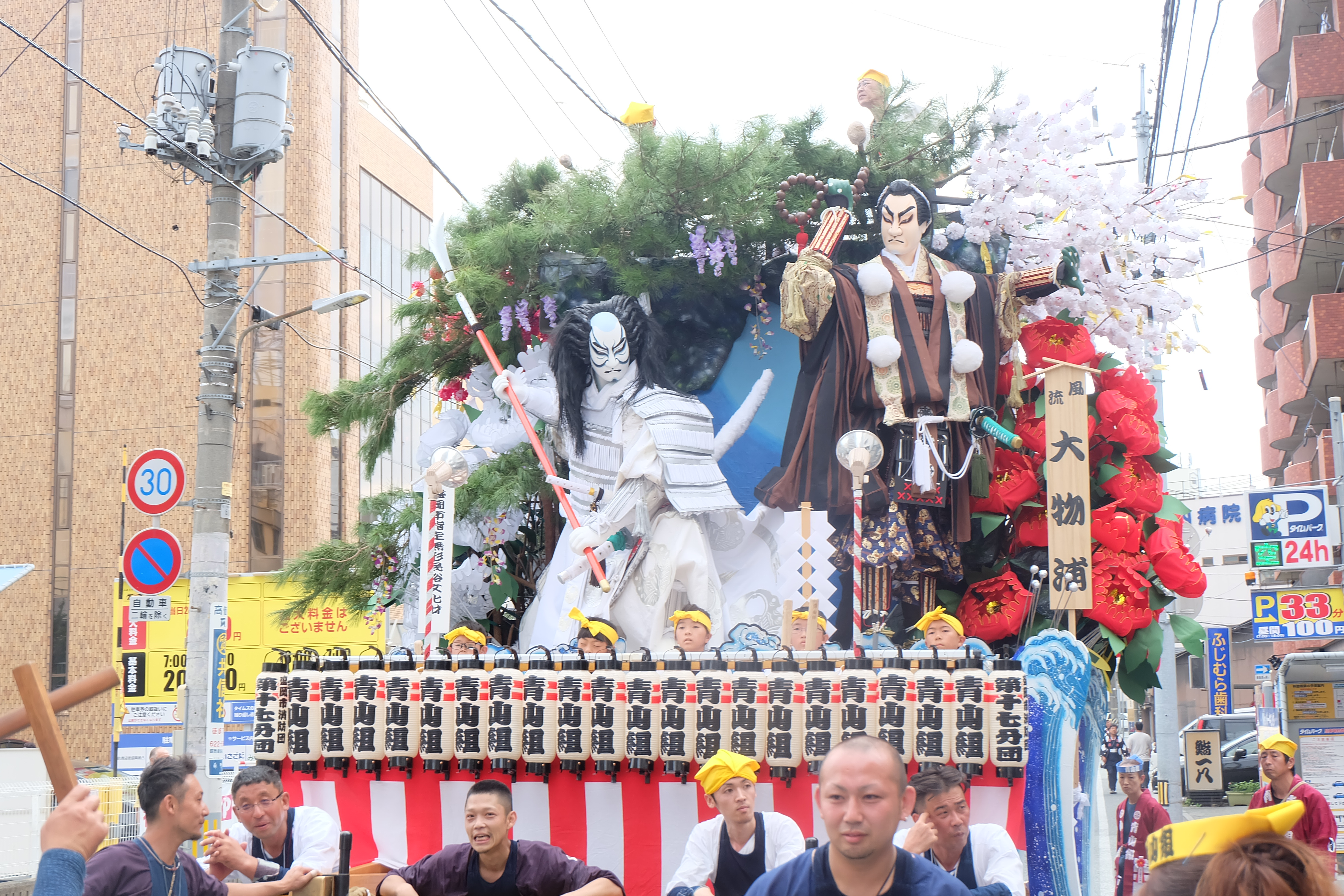
消防団の山車の例（青山組）。

### 参加団体一覧

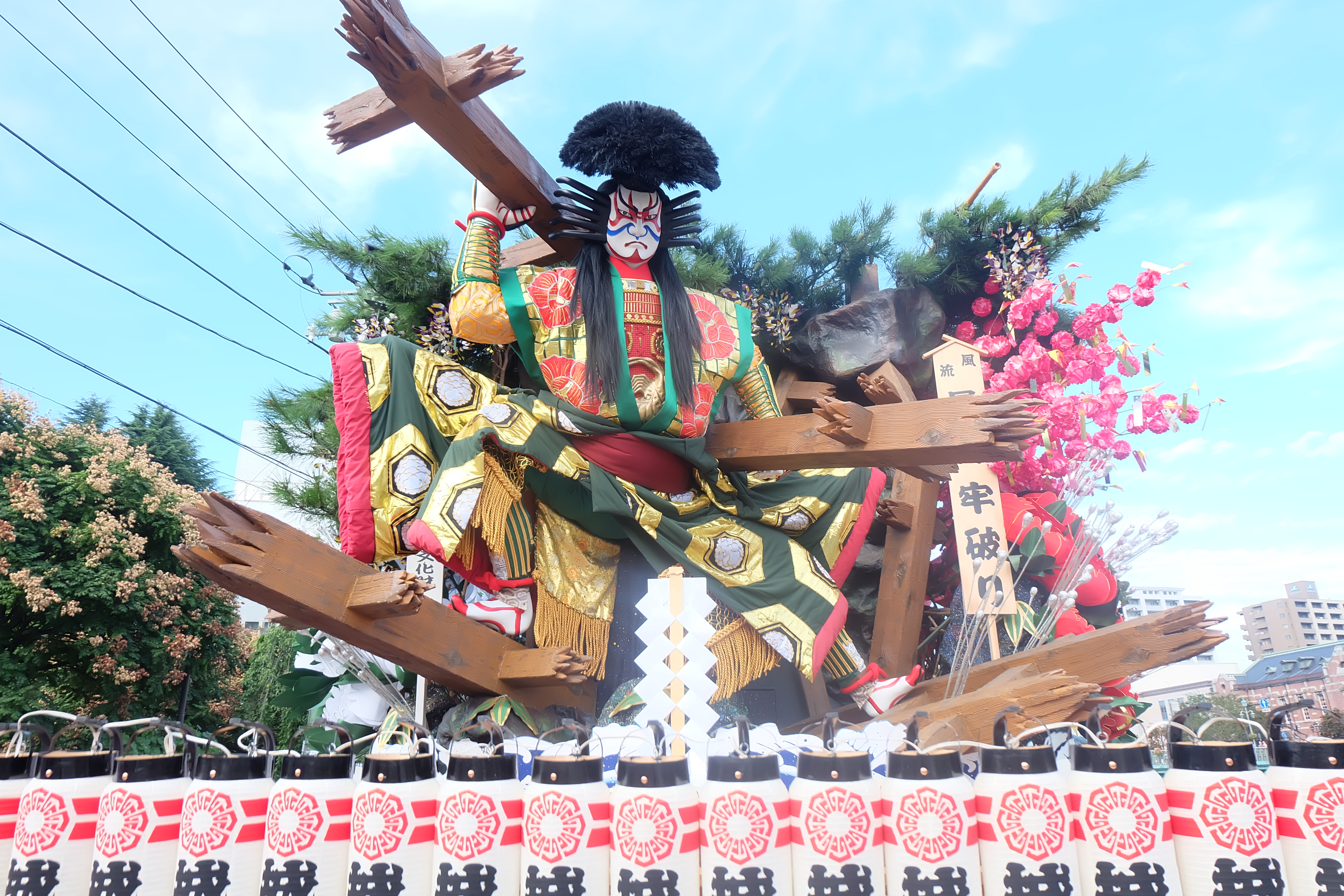
同好会の山車の例（城西組）。

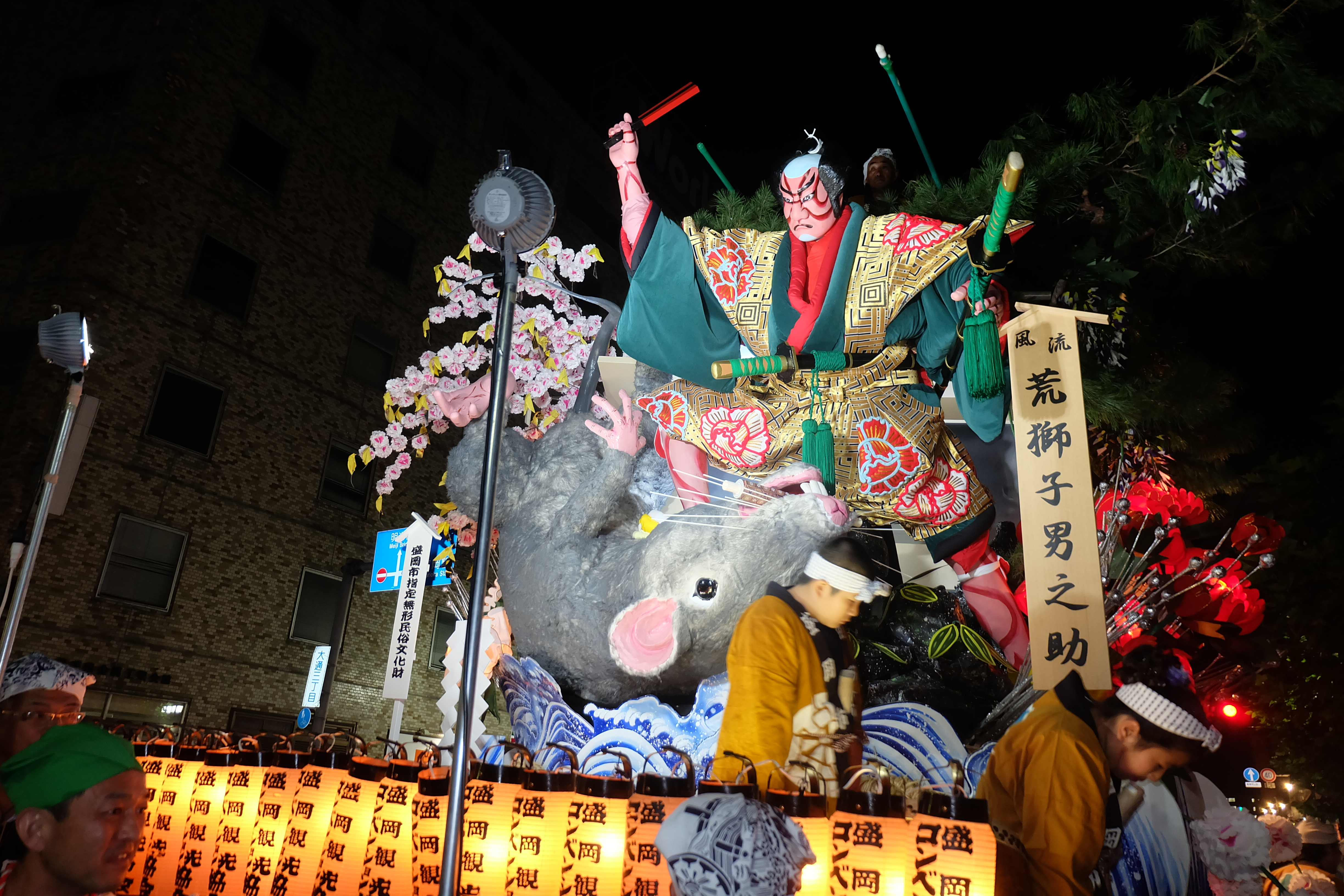
夜間電飾された盛岡観光コンベンション協会の山車。

消防団
・第1分団 仙北町  は組
・第2分団 鉈屋町  め組
・第3分団 馬町  一番組
・第4分団 八幡町  い組
・第5分団 紺屋町  よ組
・第6分団 本町  二番組
・第7分団 大沢川原  本組
・第8分団 長田町  三番組
・第9分団 夕顔瀬町  か組
・第10分団 三ツ割  み組
・第11分団 前潟 わ組 
・第12分団 本宮 な組
・第13分団 中野 と組
・第14分団 浅岸 た組
・第15分団 厨川 や組
・第17分団 青山町 青山組
・第19分団 太田 お組
・南部火消し伝統保存会
同好会
・中屋敷町 城西組
・八幡宮北鳥居前（中ノ橋通）の組
・神子田町 盛山会さ組

その他
- 盛岡観光コンベンション協会
- 南大通二丁目町内会
- 盛岡山車推進会
- 八わ多連（太鼓のみを乗せた囃子屋台）
- 建設業組合
- 橘産業
- ホテルメトロポリタン盛岡
- 造園組合
- 青果市場
- 木材協会
- 酒組合（酒商組）
- 左官業組合
- 盛岡劇場振興会
- テレビ岩手
- 樋下建設
- 東日本ハウス
- 日本国有鉄道（民営化前）

## ギャラリー

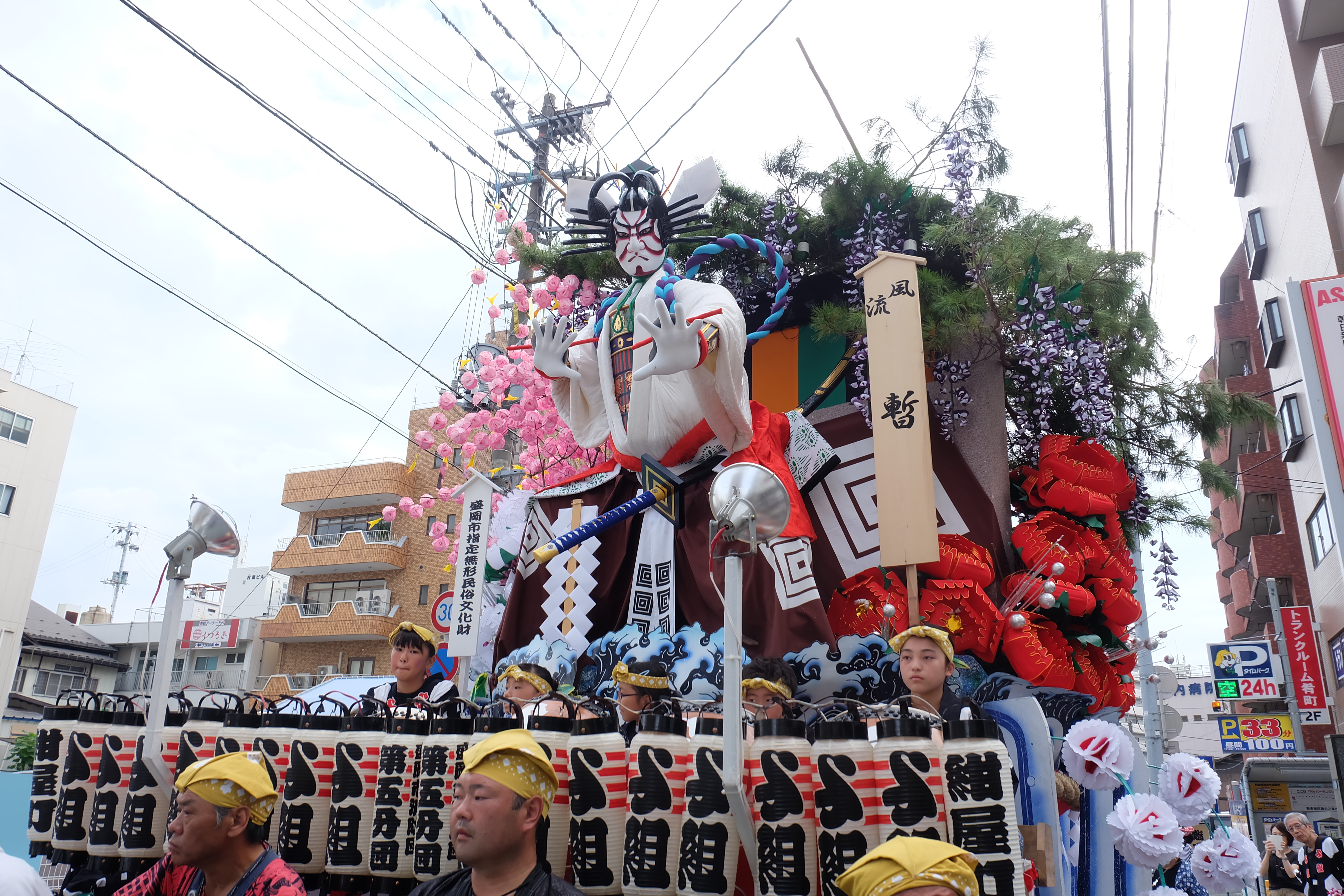
歌舞伎の山車（第五分団 紺屋町 よ組）「暫｣
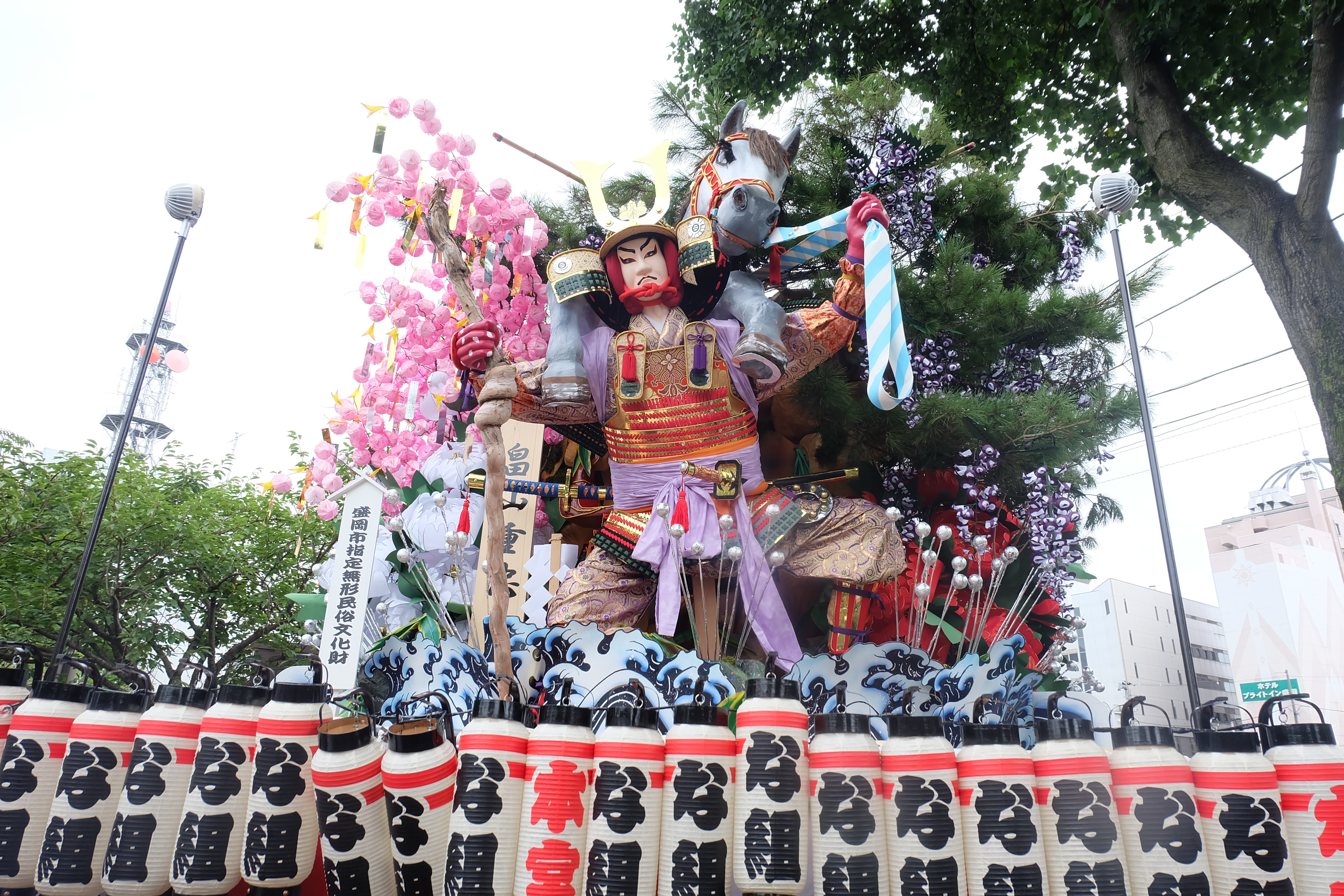
武者の山車（第十二分団 本宮 な組）「畠山重忠｣
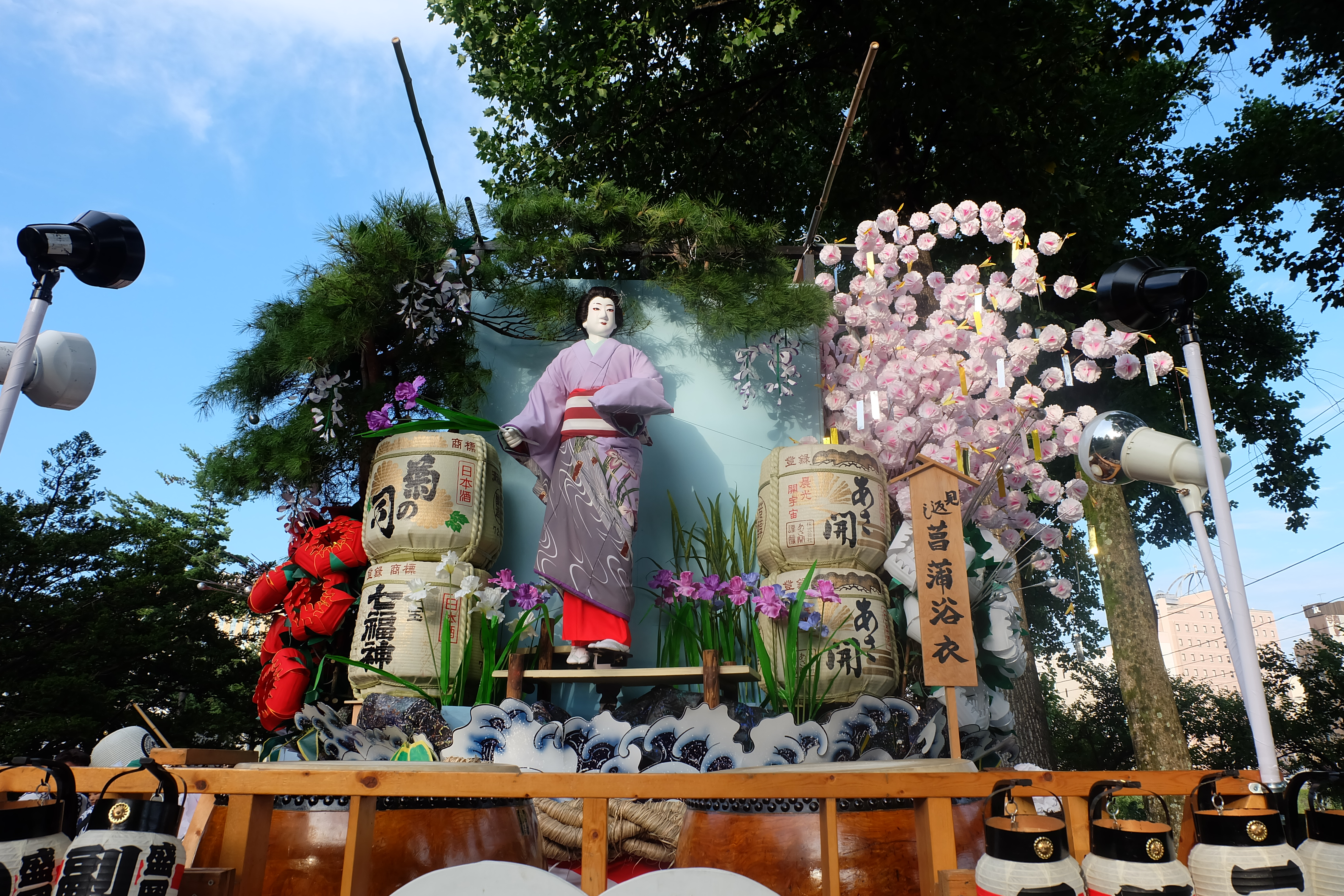
見返し（背面）「菖蒲浴衣｣ 第六分団 本町 二番組
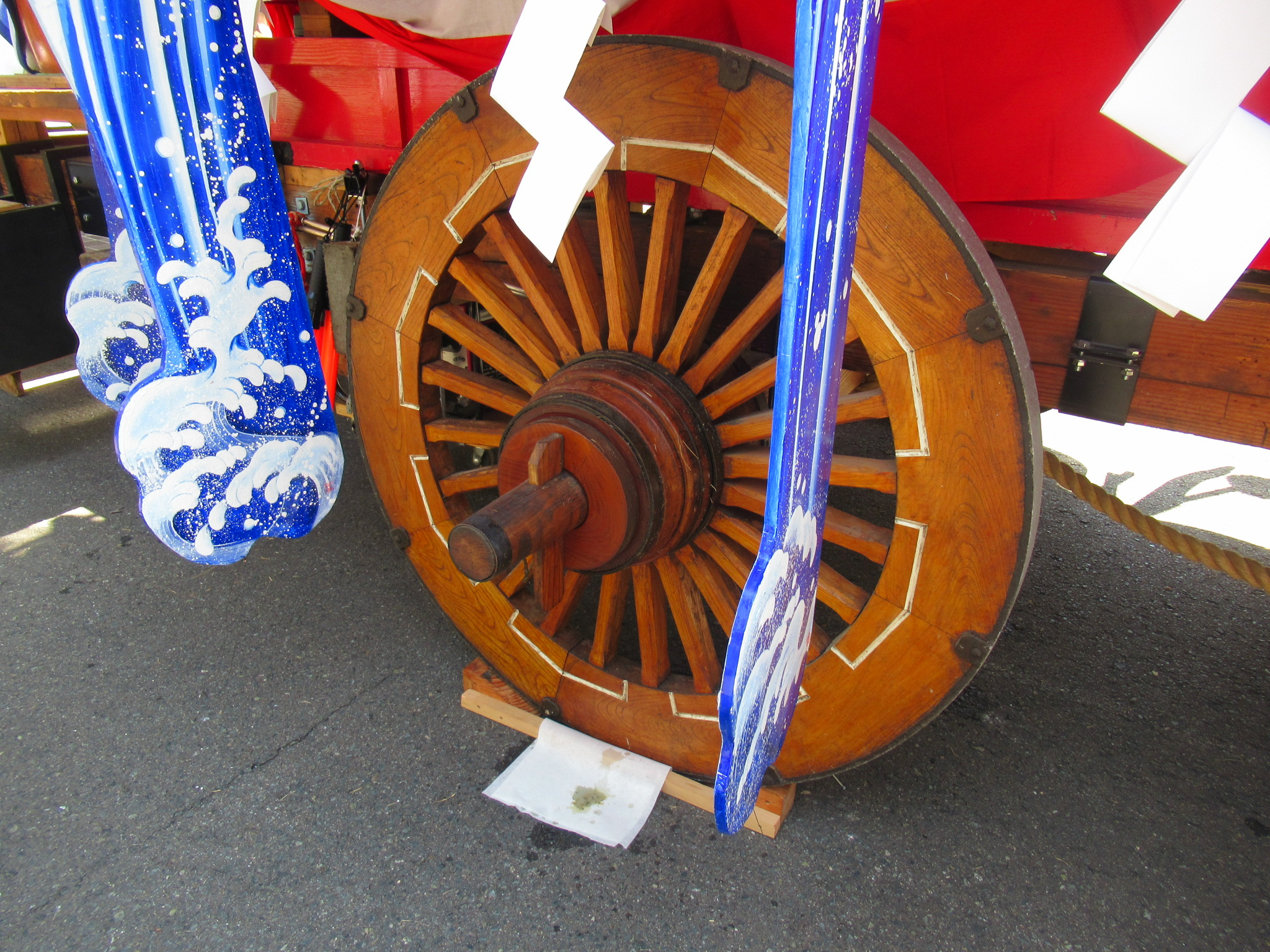
山車の車輪・大八車

## 関連施設
- もりおか歴史文化館（明治時代の山車と現代の山車の2台他、資料を展示[17]）演題（明治）｢和藤内（紅流し）／錦 祥女｣ 演題（現代）｢連獅子／「花咲爺｣
- 盛岡山車資料館（盛岡観光コンベンション協会の山車他、資料を展示）
- 岩鋳鉄器館（山車1台を展示）演題｢矢の根（盛岡観光協会の昭和58年の 矢の根｣の山車と思われる）／花咲爺｣[18]
- ホテル紫苑（ミニ山車を展示）｢矢の根／鯉の滝登り｣[19]
- プラザおでって（ミニ山車2台を展示）演題 ｢暫｣｢鏡獅子｣
- もりおか手作り村（ミニ山車を展示）演題「連獅子」
- gallery50（山車1台を展示）演題｢南部光武者 北十三衛門／からめ踊り｣
- 盛岡駅（ミニ山車1台）

## 山車人形の貸し出し
盛岡市内の山車組が、他地域の祭典へ山車の人形を貸し出す例が数多くみられる。
以下はその一例であり、この他にも過去に貸し出しの実績がある（紫波町・日詰まつりなど）。
- 盛岡観光コンベンション協会
  - 黒沢尻火防祭（北上市）・黒沢尻12区
  - 日詰まつり （紫波町）橋本組 （H2のみ） 盛岡山車推進会発注  演題「黒田武士 名槍日本号／手古舞 」）
  - 大更八坂神社祭礼（八幡平市大更）西根山車同志会
  - 荒屋新町秋まつり（岩手県八幡平市荒屋新町）
  - 日詰まつり（紫波町）一番組（S59～H17まで）
  - 土沢まつり（花巻市東和町）鏑組（H10のみ  演題「勧進帳／京鹿子娘道成寺」）
  - くずまき秋まつり（岩手県葛巻町）下町組 ※三番組などから借りる例も

例（「歌舞伎十八番 矢の根｣「寿曽我対面｣「五条大橋｣「羅生門｣など）
- 城西組
  - 土沢まつり（花巻市東和町）鏑組
  - 日詰まつり（紫波町）橋本組（H21まで）
  - 黒沢尻火防祭 （北上市）黒沢尻６区（H21まで）

橋本組、かつては八戸三社大祭より貸上の時期あり。（S46まで）
- の組
  - 大迫三社大祭（岩手県花巻市大迫町）下若組
  - 日詰まつり（紫波町）橋本組 （H6～H8まで）
  - 川口まつり（岩手町川口）み組（H6のみ 演題「勧進帳」）

※奉納は不定期